# Список продукции серии UNIVAC
В разные годы продукцию под маркой UNIVAC в связи с поглощениями и приобретениями выпускали разные компании.

## Remington Rand(1950—1955)

### Вычислительные устройства
- UNIVAC 60
- UNIVAC 120

### Компьютерные системы
- UNIVAC I
- UNIVAC 1101 (декабрь 1950 г.) — или ERA 1101, коммерческая версия компьютера Atlas I для криптологической службы США[1]
- Atlas II (сентябрь 1953 г.) — развитие Atlas I
- UNIVAC 1102 (1954—1956 гг.) — компьютер для ВВС США
- UNIVAC 1103 (февраль 1953 г.) — коммерческая версия компьютера Atlas II с урезаными возможностями[2]

### Периферийные устройства

#### Устройства хранения данных
- UNISERVO, накопитель на магнитной ленте (НМЛ)

#### Устройства отображения и печати
- Высокоскоростной принтер UNIVAC (600 линий в минуту)

### Автономные устройства работающие с магнитной лентой
- UNIPRINTER, принтер с НМЛ, скорость печати 10 символов в секунду
- UNITYPER, клавиатура с НМЛ
- Конвертер UNIVAC Tape to Card, карточный перфоратор с НМЛ
- Конвертер UNIVAC Card to Tape, считыватель перфокарт с НМЛ
- Конвертер UNIVAC Paper Tape to Tape, считыватель перфоленты с НМЛ

## Sperry Rand(1955—1978)

### Вычислительные устройства
- UNIVAC 1004
- UNIVAC 1005

### Компьютерные системы

#### Военные системы
- AN/USQ-17 — прототип компьютера для боевой информационно-управляющей системы NTDS для ВМФ США (собственный код — Univac M-460)
- AN/USQ-20 — обновлённая и более совершенная реализация NTDS, другие название UNIVAC 1206 или G-40
- AN/UYK-7
- AN/UYK-8 — двухпроцессорный вариант NTDS
- AN/UYK-15
- AN/UYK-20 — небольшой бортовой компьютер для ВМС США
- AN/UYK-44
- UNIVAC 1212
- UNIVAC 1218 — компьютер реального времени
- UNIVAC 1219
- UNIVAC 1224
- UNIVAC 1230 — более современный, ускоренный в 2 раза вариант AN/USQ-20 (объём памяти и количество каналов ввода-вывода идентичное)

#### Компьютеры для обработки текстов
- UNIVAC II
- UNIVAC III
- UNIVAC 418, компьютер реального времени
- UNIVAC 418-II, компьютер реального времени
- UNIVAC 418-III, компьютер реального времени
- UNIVAC 490, компьютер реального времени приспособленный для коммерческих задач
- UNIVAC 492
- UNIVAC 494
- UNIVAC 494-MAPS, первая многосвязная процессорная система, недоступная в свободной продаже
- UNIVAC 1103A (март 1956 г.)
- UNIVAC 1104 (1957 г.)
- UNIVAC LARC — попытка компании Remington Rand создать суперкомпьютер (1960 г.)
- UNIVAC Solid State
- UNIVAC 1105
- UNIVAC 1106
- UNIVAC 1107
- UNIVAC 1108
- UNIVAC 1110
- UNIVAC 1100/10
- UNIVAC 1100/20
- UNIVAC 1100/40
- UNIVAC 1100/80
- UNIVAC 1100/181

#### Компьютеры с переменной длиной слов
- UNIVAC 1050

#### Байтовые машины
Представляют собой реализацию архитектуры IBM System/360
- UNIVAC 9200
- UNIVAC 9300
- UNIVAC 9400 и UNIVAC 9480

### Периферийные устройства

#### Устройства хранения данных
- FASTRAND, запоминающее устройство на основе магнитного барабана
- UNISERVO II, накопитель на магнитной ленте
- UNISERVO IIA, накопитель на магнитной ленте
- UNISERVO III, накопитель на магнитной ленте
- UNISERVO IIIC, накопитель на магнитной ленте
- UNISERVO VIII-C, накопитель на магнитной ленте

#### Устройства отображения и печати
- Uniscope, компьютерный терминал

#### Коммуникации
- UNIVAC BP, буферный процессор, использовался в качестве коммуникационного интерфейса для UNIVAC 418 и UNIVAC 490

### Программное обеспечение

#### Операционные системы и системное ПО
- EXEC I
- EXEC II
- EXEC 8

#### Утилиты, языки программирования и средства разработки
- Symbolic Stream Generator (SSG)
- Table of Contents Editor (TOCED)
- Conversational TimeSharing (CTS)
- Interactive Processing Facility (IPF)
- CALL Macro Processor (CALL)
- CSHELL Command Shell (CSHELL)
- Full-Screen Editor (FSED)
- UEDIT (UEDIT)
- Client Server Development (UTS-400 COBOL)
- «Database» software (MAPPER (Software))

#### Прикладное ПО
- USAS

## Sperry Corporation(1978—1986)
- UNIVAC 1100/60
- UNIVAC 1100/70
- UNIVAC 1100/90
- UNIVAC 90/30
- UNIVAC 90/60
- UNIVAC 90/70
- UNIVAC 90/80